# Kapliczka św. Kingi
Kapliczka św. Kingi – kapliczka w Pieninach, przy zielonym szlaku turystycznym z Krościenka na Przełęcz Sosnów (i dalej Sokolą Percią na Sokolicę). Znajduje się na kamiennej podmurówce poniżej doliny Pod Ociemne, przy Ociemnym Potoku. Jest to stara kapliczka, data jej wybudowania nie jest znana. Zaznaczana jest na mapach z początku XIX wieku, była odnawiana w latach 1905 i 1949. Według legendy wybudowano ją w miejscu, w którym święta Kinga przebyła Dunajec uciekając przed Tatarami do swojej kryjówki na Zamku Pienińskim. Szczęsny Morawski w 1863 pisze: „A u stóp Pienin, zaraz na brzegu Dunajca wysiadłszy, gdy stąpiła na wielki kamień, opoka twarda zmiękła i pozostał ślad stopy jej wyraźnie wyciśnięty, a spod kamienia, na którym gorzko zapłakała, wytrysło źródełko gorzkawej wody”. Kamień ten został później przewieziony do klasztoru w Starym Sączu. Źródełko podobno skutecznie leczyło choroby oczu. Nie ma go już, gdyż według podań wyschło, po tym, jak zostało zbezczeszczone przez włoskiego robotnika pracującego przy budowie gościńca do drewnianego mostu, którym dawniej przy Zawiesach droga z Krościenka do Szczawnicy przekraczała Dunajec.
Wewnątrz kapliczki znajdują się wiersze Gorzkowskiego z około 1900 roku. Na czołowej ścianie kapliczki napis: „Na chwałę Bogu, pomyślność ludu, opamiętanie wrogów”.

## Szlak turystyki pieszej
Krościenko – kapliczka św. Kingi – Zawiesy – Kras – Mały Sosnów – przełęcz Sosnów. Stąd  na Sokolicę. Czas przejścia z Krościenka na Sokolicę 1:40 h (↓ 1:20 h). Czas dojścia od rynku w Krościenku do kapliczki ok. 20 min.